# Route nationale 23 (Luxemburg)
Die N23 ist eine 19,1 km lange Hauptverkehrsverbindung zwischen Reichlingen (Ortsteil der Kommune Redingen/Attert) und Martelingen (Kommune Rombach) direkt an der Grenze zwischen Luxemburg und Belgien, die vollständig innerhalb des Kantons Redingen/Attert verläuft.

## Aktueller Verlauf
Ihr Beginn in Redingen-Reichlingen ist die Kreuzung zwischenN N12 und N22.
Sie verläuft dann quer durch den Kanton bis nach Martelange direkt hinter der belgischen Grenze, wo sie in der belgischen N4 fortgesetzt wird.

## Historischer Verlauf
- Bei Planung (nach 1843) wurde die N23 stets als „Straße von Reichlingen nach Martelingen“ beschrieben und zwischen 1850 und 1852 etappenweise gebaut (Mémorial A44/1850 / Mémorial A2/1852[1] / Mémorial A99/1852[2]).
- Sie nahm einen Teil der alten Gemeindestraße Nr. 151 auf, die von Rambrouch aus NACH Wiltz führte.

## Bildergalerie

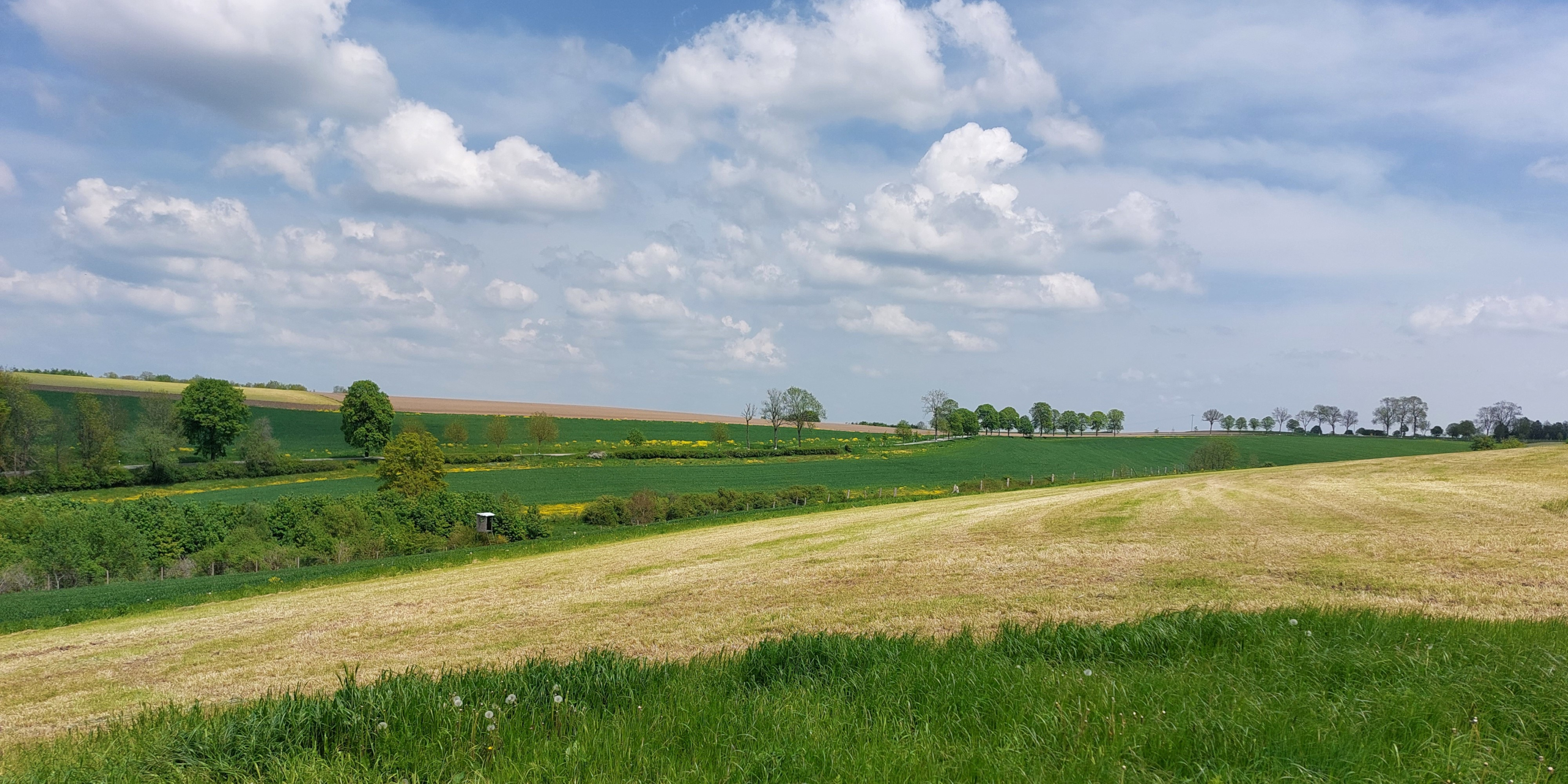
N23 kurz vor Martelange
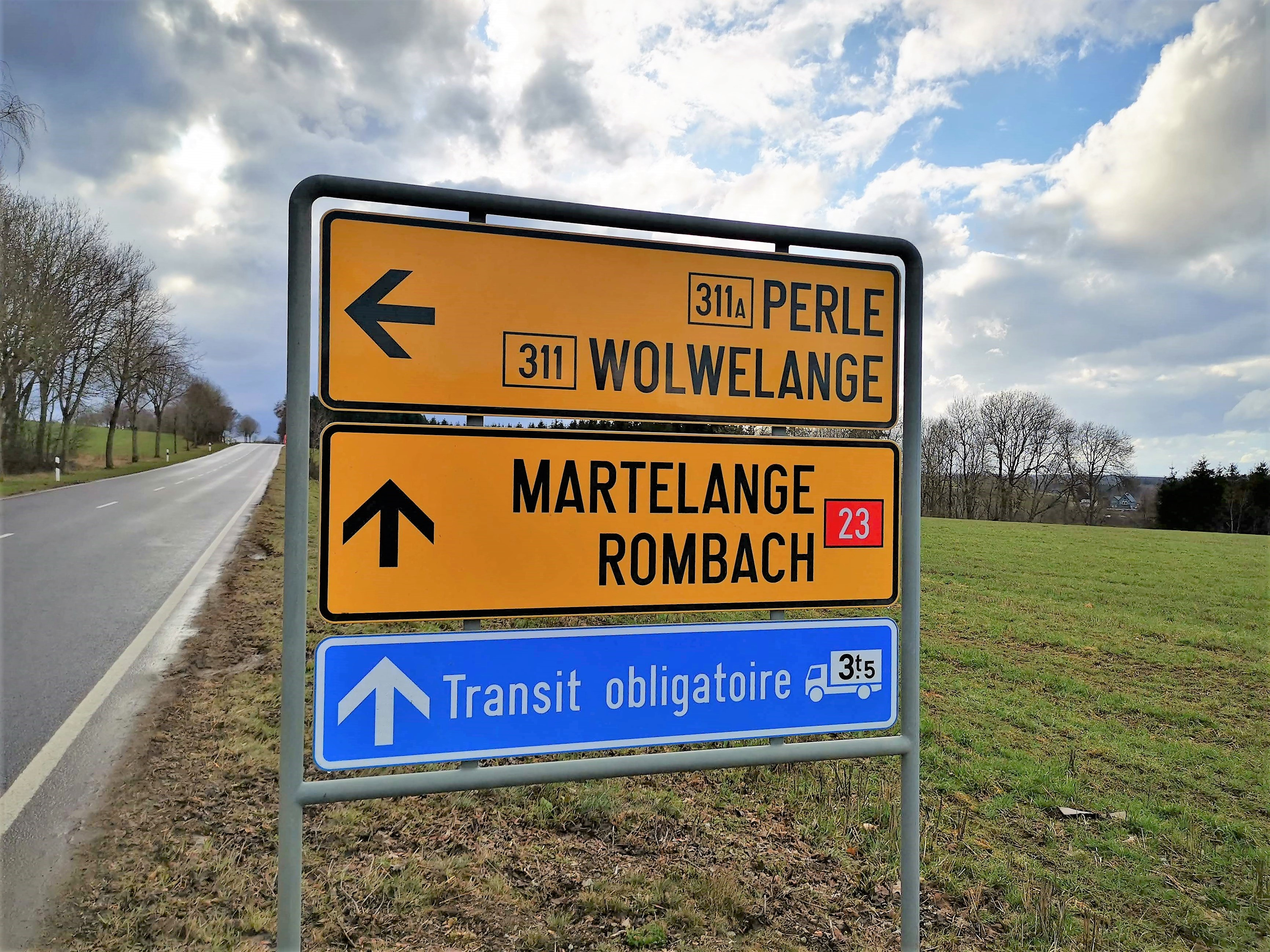
Wegweiser an der N23 bei Rambrouch-Riesenhof
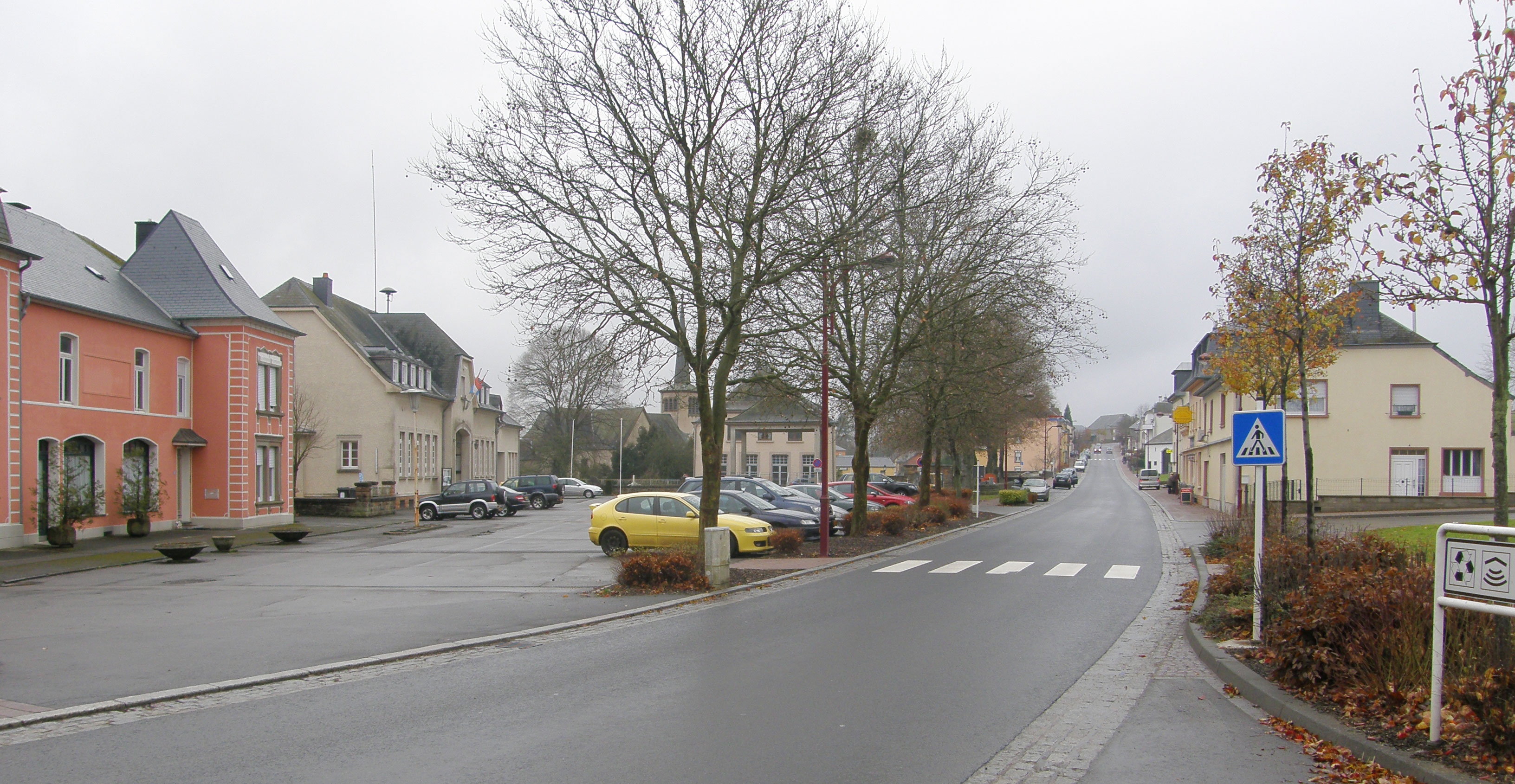
Rämerich, Verlauf innerorts